# Mesogonia ferrugatula
Mesogonia ferrugatula är en insektsart som beskrevs av Gustav Breddin 1901. Mesogonia ferrugatula ingår i släktet Mesogonia och familjen dvärgstritar. Inga underarter finns listade i Catalogue of Life.